# Loi de 2003 sur les délits sexuels (Royaume-Uni)
La loi de 2003 sur les délits sexuels (Sexual Offences Act 2003) est une loi du Parlement du Royaume-Uni.
Elle remplace la loi de 1956 sur les délits sexuels en étant plus précise et explicite. De nouvelles infractions sont ajoutées telles que le voyeurisme non consensuel, l'agression par pénétration (assault by penetration), l'interdiction de faire regarder de la pornographie à un mineur, et l'interdiction de pénétration de n'importe quelle partie d'un cadavre. Elle définit et établit des directives juridiques pour le viol en droit anglais. Il s'agit également de la principale législation relative aux abus sexuels sur mineurs.
La législation correspondante en Écosse est la Sexual Offences (Scotland) Act 2009 et en Irlande du Nord, la Sexual Offences (Northern Ireland) Order 2008.

## Changements majeurs
La première partie de la loi apporte de nombreux changements de législation sur les crimes sexuels en Angleterre et au Pays de Galles (et dans une moindre mesure en Irlande du Nord), remplaçant presque complètement la loi de 1956 sur les délits sexuels.

### Viol
La notion de viol a été redéfini. Elle se base sur la loi de 1956 relative aux infractions sexuelles (amendée en 1976 puis en 1994) :
Un viol est commis par une personne A si :
1. A pénètre intentionnellement le vagin, l'anus ou la bouche d'une personne B avec son pénis ;
2. B ne consent pas à la pénétration, et ;
3. A ne croit pas raisonnablement que B soit consentant.

La notion de viol ne s'appliquait auparavant pas à la fellation. La loi modifie également la manière dont l'absence de consentement peut être prouvée, et les sections 75 et 76 de la loi énumèrent les circonstances dans lesquelles l'absence de consentement peut être présumée.

### Agression par pénétration
La section 2 crée l'infraction d'« agression par pénétration » (assault by penetration). Cette infraction est différente du viol car ce dernier nécessite une pénétration directe du pénis. La pénétration sexuelle non consensuelle du vagin ou de l'anus avec une autre partie du corps (comme les doigts) ou avec un objet doit donc être poursuivie en tant qu'agression par pénétration et non en tant que viol.

### Consentement
La loi modifie largement la définition juridique du consentement.
Les sections 64 et 65 concernent les relations sexuelles au sein de la famille.
La section 64 interdit de pénétrer (avec un pénis, un objet, ou tout autre partie du corps) tout membre de la famille et la section 65 interdit d'être consentant à de telles activités sexuelles. Au départ, la législation n'incluait pas les oncles, les tantes, les nièces et les neveux, mais, après de nombreux débats, la loi a été élargie à ces derniers.
La section 74 stipule : « une personne est consentante si elle accepte par choix, et a la liberté et la capacité de faire ce choix ».

#### Section 75
La section 75 de la loi précise un certain nombre de présomptions simples, qui permettent de prouver l'absence de consentement. La défense peut fournir une preuve contraire que la victime était consentante. Ces présomptions exigent que l'acte ait eu lieu en même temps que l'une des six circonstances suivantes :
1. la violence ou la menace a été utilisée sur la victime, pendant ou juste avant l'acte ;
2. la violence ou la menace a été utilisée contre une autre personne, pendant ou juste avant l'acte ;
3. la victime a été détenue contre son gré ;
4. la victime dormait ou était inconscient ;
5. la victime avait une déficience physique qui l'a empêché de communiquer clairement son consentement ;
6. la victime a été maitrisée par une substance qui lui a été administrée contre son gré.

#### Section 76
La section 76 de la loi introduit deux présomptions irréfragable :
1. lorsque l'agresseur trompe la victime sur la nature ou le but de l'acte ;
2. lorsque l'agresseur incite la victime à consentir en se faisant passer pour une personne qu'elle connait.

Lorsque l'une ou l'autre des présomptions est prouvée, la loi indique qu'il est définitivement présumé que la victime n'était pas consentante, et que l'agresseur était au courant de l'absence de consentement. Il ne peut donc pas se défendre par une preuve contraire, à l'inverse de la section 75.

### Double incrimination
La section 72 prévoit différents niveaux de double incrimination pour des infractions spécifiques en fonction de la citoyenneté de l'agresseur. Pour les ressortissants britanniques, les actes effectués à l'étranger qui constituent une infraction au Royaume-Uni peuvent être poursuivis comme s'ils avaient été commis au Royaume-Uni, indépendamment du fait que les actes soient licites là où ils ont été commis. Pour les résidents non citoyens du Royaume-Uni, les actes effectués à l'étranger doivent constituer une infraction dans le pays où ils sont commis, pour être poursuivis.

### Autres dispositions
La loi inclut certaines dispositions contre le tourisme sexuel. Les personnes qui voyagent à l'étranger avec l'intention de commettre des infractions sexuelles peuvent voir leur passeport révoqué ou être soumis à une restriction de leurs déplacements. Cependant, cette partie de la loi n'a jamais été appliquée au Royaume-Uni.
Les relations sexuelles de groupe (à trois personnes ou plus) entre homosexuels ont été dépénalisées, dans le cadre de l'annexe 6 de la loi de 2003 qui a entraîné l'abolition de la section 12 de la loi de 1956 sur les infractions sexuelles, supprimant le délit de sexe homosexuel « lorsque plus de deux personnes participent ou sont présentes ».
La partie II de la loi a également consolidé les dispositions de la loi de 1997 sur l’enregistrement des délinquants sexuels et sur les ordonnances de protection. Ces dispositions s'appliquent dans tout le Royaume-Uni,.
La section 45 modifie la définition du terme « enfant » de la loi de 1978 relative à la protection des enfants (notamment par rapport à la pédopornographie) passant d'une personne de moins de 16 ans à une personne de moins de 18 ans.
La section 45 reprend également la section 1A de la loi de 1978 et la section 160A de la loi de 1988 sur la justice pénale. Elle crée des moyens de défense qui s'appliquent lorsque la photographie comprend l'enfant seul ou avec le défendeur (mais pas avec un tiers). Le défendeur doit prouver que l'enfant était âgé de plus de 16 ans et qu'ils étaient mariés ou qu'ils vivaient ensemble en tant que partenaires dans une relation familiale durable, en plus de certaines autres conditions.
La loi de 2003 sur les délits sexuels crée de nouvelles infractions relatives à la prostitution :
- les sections 47 à 50 interdisent la prostitution enfantine ;
- les sections 52 et 53 interdisent le proxénétisme à des fins financiers ;
- les sections 57 à 59 créent certaines infractions liées au trafic sexuel ;
- la loi reprend également l'article 33A de la loi de 1956 sur les infractions sexuelles, qui concerne les maisons closes.

La nouvelle section 51A reprend le Policing and Crime Act de 2009, qui interdit le racolage. Il est entré en vigueur le 1er avril 2010.

## Critiques

### Consentement
La définition du consentement a amené certains universitaires à s'inquiéter de la manière dont il est interprété. Bethany Simpson juge que les termes « liberté » et « choix » utilisés pour définir le consentement sont trop complexes pour que les tribunaux les appliquent. Certaines préoccupations sont également soulevées concernant le manque de définition de la « capacité ».
Des critiques sont également soulevées quant au contenu des présomptions simples. À savoir que certains éléments, par exemple : lorsque la victime était « endormi ou inconscient », lorsque la victime a un handicap physique entraînant une incapacité à donner son consentement, ou lorsque la victime a reçu une substance contre son gré au moment de l'infraction sexuelle, ne devraient pas être réfutables.

### Consentement en état d'ébriété
Le consentement en état d'ébriété est un élément commun à de nombreuses affaires judiciaires. Malgré cela, il n'est pas clairement traité dans la loi. Cela conduit à une incertitude quant au moment où une personne devient trop ivre pour être apte à donner son consentement. L'intoxication involontaire est en partie traitée dans la section 75.

### Mineurs
L'une des parties les plus controversées de la loi concerne divers comportements courants, comme les « étreintes sexuelles » dans un espace public ou avec des mineurs, même lorsque les deux participants sont mineurs,.
Le ministère de l'intérieur déclare que la légalisation de l'activité sexuelle (avec consentement) entre enfants « porterait atteinte à un élément fondamental de la série de mesures de protection de l'enfance ». Un porte-parole déclare : 

« Nous ne sommes pas prêts à faire cela. Nous acceptons que des activités sexuelles véritablement convenues d'un commun accord et sans exploitation entre adolescents aient lieu et que, dans de nombreux cas, aucun préjudice n'en résulte. Nous mettons en place des garanties pour nous assurer que ces cas, qui ne sont pas dans l'intérêt public, ne soient pas poursuivis. »

Action on Rights for Children déclare :

« Les lois doivent signifier ce qu'elles disent. Il est étonnant que le gouvernement puisse envisager un projet de loi avec l'intention de donner des directives pour la contourner. Je m'inquiète du message qu'elle envoie aux jeunes. Le gouvernement semble dire que parfois la loi signifie ce qu'elle dit et parfois non »

Le professeur Nicola Lacey de la London School of Economics déclare :

« Ce que le Home Office dirait, c'est qu'il voulait utiliser le droit pénal à des fins symboliques, pour dire que ce n'est pas une bonne chose pour les enfants d'avoir des relations sexuelles. Mon contre-argument est que le droit pénal est un outil trop dangereux pour être utilisé à des fins symboliques. Cette loi donnera à la police et aux procureurs une trop grande liberté d'action. Cela pourrait être utilisé pour contrôler les enfants que la police voudrait peut-être contrôler pour d'autres raisons. Les enfants qui sont peut-être une nuisance ou qui appartiennent à un groupe qui attire l'attention de la police d'une manière ou d'une autre »

### Inégalité des genres
Une autre critique émise est que la loi limite qui peut commettre un viol, car la définition du viol n'inclut que la pénétration par le pénis. Il existe également un écart entre la durée de la peine pour viol et les autres infractions sexuelles. Par conséquent, si une femme oblige un homme à avoir des relations sexuelles sans son consentement, elle sera passible d'une peine moins sévère que si elle était forcée par les mêmes méthodes de faire le même acte avec un homme.

### Absence de dispositions transitoires
La loi de 2003 abroge la plupart des sections de la loi de 1956 sur les délits sexuels et plusieurs autres lois traitant des délits sexuels. La section 141 de la loi donne au ministre de l'Intérieur le pouvoir règlementer la transition de l'ancienne à la nouvelle loi, afin de couvrir les situations se produisant avant la date d'entrée en vigueur de la nouvelle loi. Cependant, aucune disposition transitoire de ce type n'a jamais été prise.
Cela a abouti à des affaires dans lesquelles, par exemple, un prévenu accusé d'avoir commis une infraction sexuelle, n'a pas pu être condamné par impossibilité de dater l'acte précisément. Dans ce cas, l'accusé a été déclaré non coupable, malgré la force de la preuve contre lui, car une infraction sexuelle commise avant le 1er mai 2004 était une infraction en vertu de l'ancienne loi, mais une infraction commise à cette date ou après cette date relevait de la nouvelle loi.
Par exemple, une agression peut être considéré soit, comme un attentat à la pudeur en vertu de la loi de 1956, soit une agression sexuelle en vertu de la loi de 2003, selon le moment où elle s'est produite, mais il ne peut s'agir des deux. Si l'accusation ne pouvait pas prouver au-delà de tout doute raisonnable quelle infraction avait été commise, alors l'agresseur ne pouvait être condamné ni pour l'un ni pour l'autre.
La Cour d'appel a abordé ce problème pour la première fois en décembre 2005, lorsqu'un prévenu a été acquitté par la cour d'appel pour ce motif. Rejetant l'appel, Lord Justice Rose déclare : « Si l'histoire de la législation pénale était écrite, il est peu probable que l'année 2003 soit identifiée comme une année exemplaire dans les annales ».
Cette situation n'a été résolue que lorsque le Parlement a adopté la section 55 de la loi de 2006 sur la réduction des crimes violents, qui est entrée en vigueur en février 2007.

## Étendue et abrogation
La loi ne s'applique qu'à l'Angleterre et au Pays de Galles, à l'exception des dispositions énumérées au paragraphe 142  de la loi qui s'appliquent également à l'Irlande du Nord et des dispositions énumérées au paragraphe 142 de la loi qui s'appliquent également à l'Écosse. La loi abroge celle de 1997 sur les délinquants sexuels dans son intégralité, ainsi que la quasi-totalité de celle de 1956 sur les infractions sexuelles, qui jusque-là était la principale législation relative aux infractions sexuelles. Elle a également abrogé une grande partie de la loi de 1967 sur les délits sexuels, qui discriminait fortement les hommes homosexuels et bisexuels.

## Modifications
La loi de 2019 sur le voyeurisme a modifié celle de 2003 sur les infractions sexuelles pour faire de l'upskirting une infraction spécifique en Angleterre et au Pays de Galles.

## Voir également
- Sexualité
- Pédopornographie
- Viol
- Upskirting